# Diocesi di York
La diocesi di York è una diocesi anglicana della chiesa d'Inghilterra, parte della provincia ecclesiastica di York. Essa copre il territorio della città di York, la parte orientale del North Yorkshire, e gran parte dell'East Riding of Yorkshire.
La diocesi è presieduta dall'arcivescovo di York e la sua cattedrale è la York Minster. La diocesi è divisa in tre arcidiaconati: di Cleveland a nord (col vescovo di Whitby), l'East Riding (col vescovo di Hull), e a sud-est l'arcidiaconato di York (col vescovo di Selby).
La diocesi era un tempo ancora più grande, comprendendo lo Yorkshire, il Nottinghamshire ed il Derbyshire e parti del Lancashire, del Cumberland e del Westmorland.

## Storia
L'attuale diocesi è la diretta erede dell'antica arcidiocesi di York dopo che la Chiesa d'Inghilterra si staccò dal cattolicesimo per volere di Re Enrico VIII Tudor.
Eboracum (nome latino di York) era già sede vescovile in epoca romana. L'unico vescovo documentato di questo periodo è Eborio, presente nel 314 al concilio di Arles in Francia. La tradizione tramanda nomi di altri vescovi, non accertati storicamente.
L'arrivo degli Angli, dei Sassoni e degli Juti dopo la metà del V secolo pose fine alle strutture cristiane in tutta l'isola. Fu il papa Gregorio Magno alla fine del VI secolo ad incaricarsi di evangelizzare i nuovi popoli giunti in Britannia, con l'invio di un gruppo di missionari guidati dal monaco Agostino.
Nel 625 Edvino, che regnava su Deira, Bernicia e Lindissi, ottenne in sposa la figlia del re Etelberto del Kent, che aveva dato ospitalità ai missionari romani e si era convertito al cristianesimo. Con la nuova regina, giunse alla corte di Edvino anche Paolino, uno dei compagni di Agostino, che per l'occasione fu consacrato vescovo. Un esito vittorioso in battaglia convinse il re ad aderire alla fede di Paolino, e con lui tutto il suo popolo. La conversione in massa dei Sassoni del nord fu decisa dal Witenagemont, la grande assemblea del regno; Edvino si fece battezzare nella Pasqua del 627. Il vescovo Paolino pose la sua sede a York, dove iniziò a costruire una prima cattedrale in pietra.
L'iniziale successo della missione northumbrica subì un duro contraccolpo con la morte in battaglia di Edvino, sconfitto da Penda, re di Mercia, presso Hatfield nel 632. Paolino ricevette il pallio da papa Onorio I mentre era in fuga con la regina verso il Kent. L'egemonia di Penda, che rimase sempre pagano, fu definitivamente annientata nella battaglia di Winwaed nel 654. Questo permise la ripresa dell'evangelizzazione della Northumbria.
Nel 678, la sede di York cedette porzioni di territorio a vantaggio dell'erezione della diocesi di Hexham, in seguito divenuta parte della diocesi di Durham. Attorno al 730 fu eretta un'altra diocesi, Whithorn, separandone il territorio da quello di York.
Nel 735 la diocesi di York fu elevata al rango di sede metropolitana: essa aveva come sedi suffraganee le diocesi di Lindisfarne, Hexham e Whitorn. In questo periodo, grazie agli sforzi degli arcivescovi locali, York fu sede di un importante centro di studi, del quale Alcuino fu il rappresentante più notevole.
Dal 793, con l’attacco all’abbazia di Lindisfarne, l’invasione vichinga portò il ritorno del paganesimo norreno. Nel corso del IX secolo tutte le diocesi suffraganee di York furono distrutte, ossia in generale tutte quelle dell’Inghilterra orientale divenuta il Danelaw. Nella stessa York la diocesi finì in clandestinità per diversi decenni.
Nel XVI secolo, prima dell'affermarsi dell'anglicanesimo, York aveva come suffraganee le diocesi di Durham, Carlisle e Chester. Con le prime due confinava a nord, mentre a sud toccava le diocesi di Lichfield e di Lincoln.
Nel 1541, l'arcidiaconato di Richmond, che includeva parte dello Yorkshire Dales, del North Lancashire (compreso Furness), la parte meridionale del Westmorland e Copeland nel Cumberland), divenne parte della nuova diocesi di Chester, passando poi ad altre diocesi.
Nel 1836 la parte occidentale della diocesi (corrispondente più o meno all'attuale West Riding) venne divisa nella diocesi di Ripon, che venne poi suddivisa nelle diocesi di Ripon and Leeds, Bradford e Wakefield e ora, dal 2014, costituisce gran parte della diocesi di Leeds sorta dall'unione delle tre diocesi. 
Nel 1884 il Nottinghamshire ed il Derbyshire divennero parte della nuova Diocesi di Southwell, da cui il Derbyshire venne nuovamente diviso nel 1927 per formare la Diocesi di Derby. Nel 1914 la Diocesi di Sheffield (che comprendeva anche il South Yorkshire) venne divisa in una diocesi indipendente.